# Amboy (Minnesota)
Amboy – miasto w Stanach Zjednoczonych, w stanie Minnesota, w hrabstwie Blue Earth.